# 11507 Danpascu
11507 Danpascu (tên chỉ định: 1990 OF) là một tiểu hành tinh vành đai chính. Nó được phát hiện bởi Eleanor F. Helin ở Đài thiên văn Palomar ở Quận San Diego, California, ngày 20 tháng 7 năm 1990. Nó được đặt theo tên Dan Pascu, một nhà thiên văn học ở Đài thiên văn Hải quân Hoa Kỳ.